# Torneio de Candidatos de 1977
O Torneio de Candidatos de 1977 foi a etapa final do ciclo de 1976–1978 para escolha do desafiante ao título do Campeonato Mundial de Xadrez. O torneio foi disputado no ano de 1977 no formato de Sistema eliminatório com oito participantes. Victor Korchnoi venceu a competição e se habilitou a desafiar o então campeão mundial Anatoly Karpov.
Bobby Fischer tinha direito a uma vaga por ser o perdedor (por desistência) do campeonato mundial anterior, mas o estadunidense não quis participar e foi substituído por Boris Spassky (perdedor nas semifinais do Torneio de Candidatos anterior). Viktor Korchnoi (finalista do Torneio de Candidatos em 1975) também ganhou uma vaga direta na competição, juntando-se a Spassky e os classificados nos Torneios Interzonais. Korchnoi disputou a competição sem um Estado, jogando sob a bandeira da FIDE.

## Tabela
|  | Quartas de final | Quartas de final | Quartas de final |                 |                 | Semifinais      | Semifinais | Semifinais |  |  | Final | Final | Final |  |
|  |                  |                  |                  |                 |                 |                 |            |            |  |  |       |       |       |  |
|  |                  | Viktor Korchnoi  | 6½               |                 |                 |                 |            |            |  |  |       |       |       |  |
|  |                  | Viktor Korchnoi  | 6½               |                 |                 |                 |            |            |  |  |       |       |       |  |
|  | União Soviética  | Tigran Petrosian | 5½               |                 |                 |                 |            |            |  |  |       |       |       |  |
|  | União Soviética  | Tigran Petrosian | 5½               |                 |                 | Viktor Korchnoi | 8½         |            |  |  |       |       |       |  |
|  |                  |                  |                  |                 |                 | Viktor Korchnoi | 8½         |            |  |  |       |       |       |  |
|  |                  |                  | União Soviética  | Lev Polugaevsky | 4½              |                 |            |            |  |  |       |       |       |  |
|  | União Soviética  | Lev Polugaevsky  | União Soviética  | Lev Polugaevsky | 4½              | 6½              |            |            |  |  |       |       |       |  |
|  | União Soviética  | Lev Polugaevsky  |                  |                 |                 |                 |            |            |  |  |       |       |       |  |
|  | Brasil           | Henrique Mecking | 5½               |                 |                 |                 |            |            |  |  |       |       |       |  |
|  | Brasil           | Henrique Mecking | 5½               |                 |                 | Viktor Korchnoi | 10½        |            |  |  |       |       |       |  |
|  |                  |                  |                  |                 |                 |                 |            |            |  |  |       |       |       |  |
|  |                  |                  | União Soviética  | Boris Spassky   | 7½              |                 |            |            |  |  |       |       |       |  |
|  | União Soviética  | Boris Spassky    | União Soviética  | Boris Spassky   | 7½              | 8½              |            |            |  |  |       |       |       |  |
|  | União Soviética  | Boris Spassky    |                  |                 |                 |                 |            |            |  |  |       |       |       |  |
|  | Checoslováquia   | Vlastimil Hort   | 7½               |                 |                 |                 |            |            |  |  |       |       |       |  |
|  | Checoslováquia   | Vlastimil Hort   | 7½               |                 | União Soviética | Boris Spassky   | 8½         |            |  |  |       |       |       |  |
|  |                  |                  |                  |                 | União Soviética | Boris Spassky   | 8½         |            |  |  |       |       |       |  |
|  |                  |                  | Hungria          | Lajos Portisch  | 6½              |                 |            |            |  |  |       |       |       |  |
|  | Dinamarca        | Bent Larsen      | Hungria          | Lajos Portisch  | 6½              | 3½              |            |            |  |  |       |       |       |  |
|  | Dinamarca        | Bent Larsen      |                  |                 |                 |                 |            |            |  |  |       |       |       |  |
|  | Hungria          | Lajos Portisch   | '6½              |                 |                 |                 |            |            |  |  |       |       |       |  |

## Matches

### Quartas de final
As quartas de final foram jogadas em uma melhor de 12 partidas. Se houvesse empate em 6-6, um mini-match em melhor de duas partidas seria jogado até existir um vencedor.
 Barga, Itália, fevereiro a março de 1977
| Jogador          | 1 | 2 | 3 | 4 | 5 | 6 | 7 | 8 | 9 | 10 | 11 | 12 | Total |
| ---------------- | - | - | - | - | - | - | - | - | - | -- | -- | -- | ----- |
| Viktor Korchnoi  | ½ | ½ | ½ | ½ | 1 | 0 | ½ | 1 | ½ | ½  | ½  | ½  | 6½    |
| Tigran Petrosian | ½ | ½ | ½ | ½ | 0 | 1 | ½ | 0 | ½ | ½  | ½  | ½  | 5½    |

 Lucerna, Suiça, fevereiro a março de 1977
| Jogador          | 1 | 2 | 3 | 4 | 5 | 6 | 7 | 8 | 9 | 10 | 11 | 12 | Total |
| ---------------- | - | - | - | - | - | - | - | - | - | -- | -- | -- | ----- |
| Lev Polugaevsky  | ½ | 1 | ½ | ½ | ½ | ½ | ½ | ½ | ½ | ½  | ½  | ½  | 6½    |
| Henrique Mecking | ½ | 0 | ½ | ½ | ½ | ½ | ½ | ½ | ½ | ½  | ½  | ½  | 5½    |

 Reiquiavique, Islândia, fevereiro a março de 1977
| Jogador        | 1 | 2 | 3 | 4 | 5 | 6 | 7 | 8 | 9 | 10 | 11 | 12 |  | 1 | 2 |  | 1 | 2 | Total |
| -------------- | - | - | - | - | - | - | - | - | - | -- | -- | -- |  | - | - |  | - | - | ----- |
| Boris Spassky  | ½ | ½ | 1 | ½ | ½ | ½ | ½ | ½ | ½ | 0  | ½  | ½  |  | ½ | ½ |  | 1 | ½ | 8½    |
| Vlastimil Hort | ½ | ½ | 0 | ½ | ½ | ½ | ½ | ½ | ½ | 1  | ½  | ½  |  | ½ | ½ |  | 0 | ½ | 7½    |

 Roterdam, Países Baixos, fevereiro a março de 1977
| Jogador        | 1 | 2 | 3 | 4 | 5 | 6 | 7 | 8 | 9 | 10 | Total |
| -------------- | - | - | - | - | - | - | - | - | - | -- | ----- |
| Bent Larsen    | 0 | ½ | 1 | 0 | ½ | 0 | 1 | 0 | ½ | 0  | 3½    |
| Lajos Portisch | 1 | ½ | 0 | 1 | ½ | 1 | 0 | 1 | ½ | 1  | 6½    |

### Semifinais
As semifinais foram jogadas em uma melhor de 16 partidas.
 Évian-les-Bains, França, julho de 1977
| Jogador         | 1 | 2 | 3 | 4 | 5 | 6 | 7 | 8 | 9 | 10 | 11 | 12 | 13 | Total |
| --------------- | - | - | - | - | - | - | - | - | - | -- | -- | -- | -- | ----- |
| Viktor Korchnoi | 1 | 1 | 1 | ½ | ½ | 1 | 1 | 0 | ½ | ½  | ½  | ½  | ½  | 8½    |
| Lev Polugaevsky | 0 | 0 | 0 | ½ | ½ | 0 | 0 | 1 | ½ | ½  | ½  | ½  | ½  | 4½    |

 Genebra, Suiça, julho a agosto de 1977
| Jogador        | 1 | 2 | 3 | 4 | 5 | 6 | 7 | 8 | 9 | 10 | 11 | 12 | 13 | 14 | 15 | Total |
| -------------- | - | - | - | - | - | - | - | - | - | -- | -- | -- | -- | -- | -- | ----- |
| Boris Spassky  | ½ | ½ | 0 | ½ | 1 | ½ | ½ | 0 | 1 | ½  | ½  | ½  | 1  | 1  | ½  | 8½    |
| Lajos Portisch | ½ | ½ | 1 | ½ | 0 | ½ | ½ | 1 | 0 | ½  | ½  | ½  | 0  | 0  | ½  | 6½    |

### Final
A final do Torneio de Candidatos foi jogada em uma melhor de 20 partidas.
 Belgrado, Iugoslávia, novembro a dezembro de 1977
| Jogador         | 1 | 2 | 3 | 4 | 5 | 6 | 7 | 8 | 9 | 10 | 11 | 12 | 13 | 14 | 15 | 16 | 17 | 18 | Total |
| --------------- | - | - | - | - | - | - | - | - | - | -- | -- | -- | -- | -- | -- | -- | -- | -- | ----- |
| Viktor Korchnoi | ½ | 1 | 1 | ½ | ½ | ½ | 1 | 1 | ½ | 1  | 0  | 0  | 0  | 0  | ½  | ½  | 1  | 1  | 10½   |
| Boris Spassky   | ½ | 0 | 0 | ½ | ½ | ½ | 0 | 0 | ½ | 0  | 1  | 1  | 1  | 1  | ½  | ½  | 0  | 0  | 8½    |